# Hans-Peter Jannoch
Hans-Peter Jannoch (* 1938; † 2004) war ein deutscher Dirigent, Komponist und Pianist.

## Leben
Hans-Peter Jannoch studierte Klavier und Komposition an der Hochschule für Musik „Hanns Eisler“ Berlin. Danach war er Korrepetitor am Opernhaus Leipzig und am Deutschen Nationaltheater Weimar. Er war Mitglied im kammerensensemble paul dessau (ehemals: gruppe neue musik weimar). 1983 wurde er mit dem Hanns-Eisler-Preis ausgezeichnet. 1989 mitbegründete er das ensemble unitedberlin, das auch Stücke von ihm spielte. Er lehrte Musiktheorie an der Hochschule für Musik „Hanns Eisler“ Berlin und gilt als Förderer Helmut Zapfs. Seine Werke sind bei Breitkopf & Härtel in Leipzig erschienen und wurden u. a. durch die Staatskapelle Weimar aufgeführt. 2001 widmete ihm der Komponist Hermann Keller das Stück „Klavierstücke für Lehrer, Kollegen und Freunde“.

## Werke (Auswahl)
- Appell für Vietnam (Kantate)
- Divertimento für Streichorchester[7]
- Aynn Wintrstück (Kammermusik)
- Freude, Freude heißt der Kreis (Chormusik)
- Scherzo für Bläserquintett
- Pneuma für Orchester

## Hörspiele
- Totenmesse von Jörg-Michael Koerbl. Dokumentation, MDR/WDR 1993.

## Veröffentlichungen
- Musikgeschichte, quo vadis?. In: Musik und Gesellschaft 1980, Heft 11, S. 691 f.